# Lisa Eichhorn
Lisa Eichhorn (Glens Falls, 4 febbraio 1952) è un'attrice statunitense.

## Biografia
Cresciuta fra Long Island e Reading, in Pennsylvania, dove la famiglia si era trasferita nel 1959, si è diplomata nel 1970 alla Mt. Penn High School.
Ha debuttato nel cinema statunitense nel 1979 nel film di John Schlesinger Yanks, per la cui interpretazione è stata candidata al Golden Globe per la migliore attrice debuttante e al Golden Globe per la migliore attrice in un film drammatico nell'edizione del 1980. 
Sempre del 1979 è la sua interpretazione nel film Gli europei, che le ha valso la candidatura al premio BAFTA alla migliore attrice non protagonista.
La sua carriera si è da allora sviluppata oltre che nel cinema anche in teatro e in televisione. Per quest'ultimo media è apparsa come guest star in diversi serial, fra cui Il brivido dell'imprevisto (1980), Miami Vice (1986), Un giustiziere a New York (1988), Law & Order (1992-2002), La signora in giallo (1995), Giudice Amy (1999) e L'ispettore Barnaby (2007).
Nel 2007 si è cimentata anche come sceneggiatrice e produttrice cinematografica con Rigas sargi.

## Vita privata
Eichhorn è stata sposata con l'attore John Curless dal 1976 al 1979 e con il truccatore Ben Nye Jr. dal 1981 al 1986, da cui ha avuto una figlia, Emily (1981). Dal 2005 è sposata con Richard Moxon.

## Filmografia parziale

### Cinema
- Gli europei (The Europeans), regia di James Ivory (1979)
- Yankees (Yanks), regia di John Schlesinger (1979)
- Alla maniera di Cutter (Cutter's Way), regia di Ivan Passer (1981)
- Hell Camp - Fuga infernale (Opposing Force), regia di Eric Karson (1986)
- Moon 44 - Attacco alla fortezza (Moon 44), regia di Roland Emmerich (1990)
- The Vanishing - Scomparsa (The Vanishing), regia di George Sluizer (1993)
- Piccolo, grande Aaron (King of the Hill), regia di Steven Soderbergh (1993)
- First Kid - Una peste alla Casa Bianca (First Kid), regia di David Mickey Evans (1996)
- Goodbye Lover, regia di Roland Joffé (1998)
- Il talento di Mr. Ripley (The Talented Mr. Ripley), regia di Anthony Minghella (1999)
- Boys and Girls - Attenzione: il sesso cambia tutto (Boys and Girls), regia di Robert Iscove (2000)
- Questione di tempo (About Time), regia di Richard Curtis (2013)
- Scomparsa nel nulla (Never Let Go), regia di Howard J. Ford (2015)

### Televisione
- Agatha Christie: Delitto in tre atti (Murder in Three Acts), regia di Gary Nelson – film TV (1986)
- Jackie (A Woman Named Jackie), regia di Larry Peerce – miniserie TV (1991)
- La signora in giallo (Murder, She Wrote) – serie TV, episodio 12x11 (1995)
- Diana - La principessa del popolo (Diana: A Tribute to the People's Princess), regia di Gabrielle Beaumont – film TV (1998)
- Law & Order - Unità vittime speciali (Law & Order: Special Victims Unit) – serie TV, episodio 3x05 (2001)
- Law & Order: Criminal Intent – serie TV, episodio 2x02 (2002)
- L'ispettore Barnaby (Midsomer Murders) – serie TV, episodio 10x02 (2007)

## Doppiatrici italiane
Nelle versioni in italiano delle opere in cui ha recitato, Lisa Eichhorn è stata doppiata da:
- Liliana Jovino in Agatha Christie: Delitto in tre atti
- Giò Giò Rapattoni in La signora in giallo
- Anna Radici in Law & Order: Criminal Intent
- Angiola Baggi in Scomparsa nel nulla